# منشأة الصفا
قرية منشأة الصفا هي إحدى القرى التابعة لمركز كفر الشيخ في محافظة كفر الشيخ في جمهورية مصر العربية. حسب إحصاءات سنة 2006، بلغ إجمالي السكان في منشأة الصفا 3045 نسمة، منهم 1519 رجل و1526 امرأة.